# Klisman Cake
Klisman Cake (Pogradec, 2 maggio 1999) è un calciatore albanese, difensore dello Škendija.

## Carriera

### Club
Il 10 gennaio 2022 viene acquistato a titolo definitivo dalla squadra macedone dello Škendija.

### Nazionale
Nel 2018 ha giocato 3 partite con la maglia della nazionale albanese Under-21.

## Statistiche

### Presenze e reti nei club
Statistiche aggiornate al 31 agosto 2024.
| Stagione        | Squadra         | Campionato      | Campionato | Campionato | Coppe nazionali | Coppe nazionali | Coppe nazionali | Coppe continentali | Coppe continentali | Coppe continentali | Altre coppe | Altre coppe | Altre coppe | Totale | Totale |
| Stagione        | Squadra         | Comp            | Pres       | Reti       | Comp            | Pres            | Reti            | Comp               | Pres               | Reti               | Comp        | Pres        | Reti        | Pres   | Reti   |
| --------------- | --------------- | --------------- | ---------- | ---------- | --------------- | --------------- | --------------- | ------------------ | ------------------ | ------------------ | ----------- | ----------- | ----------- | ------ | ------ |
| 2016-2017       | Tirana          | KS              | 9          | 0          | CA              | 2               | 0               | -                  | -                  | -                  | -           | -           | -           | 11     | 0      |
| 2017-2018       | Tirana          | KP              | 18         | 1          | CA              | 2               | 0               | UEL                | 0                  | 0                  | SA          | 0           | 0           | 20     | 1      |
| 2018-2019       | Tirana          | KS              | 4          | 0          | CA              | 1               | 0               | -                  | -                  | -                  | -           | -           | -           | 5      | 0      |
| Totale Tirana   | Totale Tirana   | Totale Tirana   | 31         | 1          |                 | 5               | 0               |                    | 0                  | 0                  |             | 0           | 0           | 36     | 1      |
| 2019-2020       | Struga          | PL              | 17         | 1          | CM              | 2               | 0               | -                  | -                  | -                  | -           | -           | -           | 19     | 1      |
| 2020-2021       | Struga          | PL              | 31         | 4          | CM              | 2               | 0               | -                  | -                  | -                  | -           | -           | -           | 33     | 4      |
| 2021-gen. 2022  | Struga          | PL              | 15         | 2          | CM              | 1               | 0               | UECL               | 2                  | 0                  | -           | -           | -           | 18     | 2      |
| Totale Struga   | Totale Struga   | Totale Struga   | 63         | 7          |                 | 5               | 0               |                    | 2                  | 0                  |             | -           | -           | 70     | 7      |
| gen.-giu. 2022  | Škendija        | PL              | 11         | 0          | CM              | 0               | 0               | UCL+UECL           | -                  | -                  | -           | -           | -           | 11     | 0      |
| 2022-2023       | Škendija        | PL              | 25         | 3          | CM              | 1               | 0               | UECL               | 6                  | 0                  | -           | -           | -           | 32     | 3      |
| 2023-2024       | Škendija        | PL              | 32         | 5          | CM              | 0               | 0               | UECL               | 2                  | 0                  | -           | -           | -           | 34     | 5      |
| 2024-2025       | Škendija        | PL              | 4          | 1          | CM              | 0               | 0               | UECL               | 2                  | 1                  | -           | -           | -           | 6      | 2      |
| Totale Škendija | Totale Škendija | Totale Škendija | 72         | 9          |                 | 1               | 0               |                    | 10                 | 1                  |             | -           | -           | 83     | 10     |
| Totale carriera | Totale carriera | Totale carriera | 166        | 17         |                 | 11              | 0               |                    | 12                 | 1                  |             | 0           | 0           | 189    | 18     |

## Palmarès

### Club

#### Competizioni nazionali
- Coppa d'Albania: 1

Tirana: 2016-2017
- Supercoppa d'Albania: 1

Tirana: 2017
- Kategoria e Parë: 1

Tirana: 2017-2018
- Campionato macedone: 1

Škendija: 2024-2025